# Årjäng (đô thị)
Đô thị Årjäng (tiếng Thụy Điển: Årjäng kommun) là một đô thị ở hạt Värmland của Thụy Điển. Thủ phủ là thị xã Årjäng.